# Guarnaccia
Die Weißweinsorte Guarnaccia (auch Guarnaccia Bianca, Cannamelu oder Uarnaccia genannt) ist eine autochthone Sorte Italiens. Obwohl sie angeblich aus Sizilien stammen soll (gemäß der Ampelographen Mazzei und Zappala), ist sie jetzt nur noch in der Metropolitanstadt Neapel (Kampanien) und der Provinz Cosenza (Kalabrien) zu finden. Die dort bestockte Rebfläche liegt bei 550 Hektar.
Die spätreifende Sorte ist wuchskräftig und ergibt regelmäßige Erträge. Die Weine werden nur sehr selten sortenrein ausgebaut. Häufig werden sie im Verschnitt mit anderen Sorten ausgebaut, zum Beispiel im kalabresischen DOC-Wein Verbicaro.

## Synonyme
Folgende 12 Namen sind ebenfalls für die Rebsorte bekannt: Aregu Biancu, Aregu Seulu, Cannamelu, Guarnaccia Bianca, Lacrima Bianca, Malvasia Bianca, Uarnaccia, Uva Bianca, Verdana, Vernaccia di S. Rosalia, Vernaccia di Santa Rosalia, Vernaccia S. Rosalia.

## Sonstiges
- Auf Ischia wird unter dem Namen Guarnaccia Nera eine rote Rebsorte angebaut, die in den DOC-Wein Ischia Rosso Eingang findet.
- Auf Sizilien ist der Name Guarnaccia Nera als ein Synonym für die rote Sorte Perricone gebräuchlich.
- Der Name Guarnaccia wird außerdem auch als Synonym für Vernaccia (Bianca und Nera) verwendet.
- In Magdalen Nabbs mehrteiligen Kriminalreihe heißt der Protagonist Maresciallo Guarnaccia.